# 450, chemin du Golf
450, chemin du Golf est une série télévisée humoristique québécoise en 146 épisodes de 25 minutes diffusée entre le 8 janvier 2003 et 4 novembre 2009 sur le réseau TQS, puis sur le réseau V. Depuis janvier 2015, elle est rediffusée sur Prise 2.

## Synopsis
La série raconte la vie de François, employé d'une petite compagnie de création de sites Internet. Avec sa femme Dorianne et leur fils Simon, la famille déménage en banlieue de Montréal où elle découvre des voisins truculents : Sylvain, le stéréotype du banlieusard célibataire et envahissant (trois premières saisons) ; puis Tony et sa femme Johanne, un couple de parvenus sans enfant, avec lesquels naîtra tout de même une certaine amitié.

## Distribution
- François Massicotte : François
- Sandra Dumaresq : Dorianne
- Sylvain Marcel : Sylvain (saison 1 à 3)
- Jean-Michel Anctil : Tony (saison 4 à 7)
- Claude Legault : Alex
- Hélène Bourgeois Leclerc : Frédérique (saison 1 à 2)
- Isabelle Brouillette : Julie
- Patrice Bélanger : Christophe (récurrent saison 3 à 4, régulier saison 5 à 7)
- Jean-Christophe Samson : Simon
- Mohsen El Gharbi : Baptiste
- Louise Deslières : Johanne/Jojo (saison 4 à 7)
- Jean-Robert Bourdage : L'arnaqueur
- Salomé Corbo : Gaëlle (récurrent saison 3 à 7)

## Fiche technique
- Auteurs : Benoit Chartier, Paco Lebel, François Massicotte, Jean-François Pednault, Louis-Philippe Rivard
- Réalisation : André Guérard, François Jobin
- Producteur : André Dubois
- Société de production : Productions Vendôme II Inc.

## Épisodes

### Première saison (2003-2004)
1. L'Arrivée en banlieue
2. Sylvain Wild
3. La Guerre des tondeuses
4. Les 12 travaux de François
5. Dodo, boulot, dodo
6. Winnipeg mon amour
7. La Thermopompe
8. Vrai ou Faux
9. Nanny caméra
10. Retour au travail
11. Respect de l'intimité
12. Le Ronflement
13. Ménage à trois
14. Lady Marmelade
15. Ronain des bois
16. La Succession
17. Soins à domicile
18. La Recrue
19. Psycho
20. Le Stop
21. Chacun son soir
22. Dépendance affective
23. Les Pas beaux-parents
24. Métamorphose
25. La Vente de garage

### Deuxième saison (2004-2005)
1. Noël multicolore
2. On est tous des Sylvain
3. L'Art c'est pas un cadeau
4. Mary Poppins
5. La Mort de François
6. Arigato Sylvain
7. L'Homme à tout faire
8. L'Amant de Lady Dorianne
9. Au service de la société
10. Routine, quand tu nous tiens
11. Au diable la dépense
12. Transports et communications
13. Dorianne et Cie
14. Qui dit vrai
15. Plus ça change plus, c'est pareil
16. Garderie à tout prix
17. Le Caméléon
18. Abri jumbo
19. Sylvain en Vacance
20. Quel est ton Quotient
21. Le Destin de Simon
22. Un ordinateur çà trompe énormément
23. Virus
24. Le Crime ne paie pas
25. Au revoir Frédérique

### Troisième saison (2005-2006)
1. Le p'tit nouveau
2. Jalousie et pattes d'éléphant
3. Spa si reposant
4. La Séparation
5. Papa a raison
6. Cyber Sylvain
7. Décide pour moi
8. Passé imparfait
9. Le Dernier amant romantique
10. Multi-points
11. Rat des villes, Rat des champs
12. Je t'aime moi non plus
13. Bush mais Bush égal
14. Cabanon en alerte
15. Mariage pour les nuls
16. Un nouveau Ronaldo est né
17. L'Irresponsable
18. T'es belle
19. La Table de pool
20. Salut Sylvain

### Quatrième saison (2006-2007)
1. Les Nouveaux voisins
2. Mêle-toi de tes unions
3. Ça prend un voleur
4. Pariera bien qui pariera dernier
5. Le Beau et la bête
6. Le Grand Prix
7. La Carte frimée
8. Séduction 101
9. Super François
10. Chien show
11. François devin
12. La Télé pour les nuls
13. Le Nouveau patron
14. Le grand saut
15. Sous-traitance
16. Le p'tit frère
17. Quand on se compare, on se console
18. Le barbecue
19. Home Alone
20. Délégation
21. La rupture (1re partie)
22. La rupture (2e partie)

### Cinquième saison (2007-2008)
1. J'échange ma femme (60 min)
2. Problèmes temporaire (60 min)
3. Le Party de Noël (60 min)
4. L'Échange
5. Le Trop Long week-End
6. Tout le monde a son prix
7. Star sur le tard
8. La Démission
9. La Liste de Tony
10. Tourista française
11. Taxage
12. Drôles de vidéos
13. Accommodement déraisonnable
14. Maudit voisin
15. Superstition
16. Volez au suivant
17. Simon Einstein
18. Vive le François libre
19. La Vérité sort de la bouche des enfants
20. 2 modes, 2 vols
21. Ça sent le triple swing

### Sixième saison (2008-2009)
1. L'Habit ne fait pas le moine
2. Snip snip
3. Le Jeu de la discorde
4. Pensée négatives
5. Astro Jojo
6. Les diamants ne sont pas pour toujours
7. Un jour tout le monde sera Tony
8. Régime de nananes
9. Dépendances
10. Occupation simple
11. C'est juste temporaire
12. Wii je le veux
13. Femme de pouvoir
14. Iphonoolique
15. Ménage à trois
16. Le Bully
17. Remise en question
18. L'âge de raison
19. Out of Africa
20. Jamais je ne t'oublirai

### Septième saison (automne 2009)
1. Du 450 à UFC
2. François, François, François
3. Drôle de vidéo
4. L'Abri
5. Tony, le curé
6. J'aurais voulu être humoriste
7. La Mini-van
8. Neuf mois
9. Le Parrain
10. Le Retour des choses

## Audience
Les 146 épisodes ont attiré plus de 550 000 téléspectateurs convaincus. La série est ainsi devenue l’une des plus populaires de TQS.